# Willi Bendel
Willi Bendel (* 8. April 1942; † 18. Juni 2020) war ein deutscher Bodybuilder.

## Leben
Im November 1979 eröffnete Willi Bendel zusammen mit seiner Ehefrau Vera im Hanauer Stadtteil Steinheim ein Fitnessstudio. Das Studio wurde von dem Ehepaar bis Dezember 2014 betrieben. Im Fitnessstudio Bendel trainierten unter anderem Ralf Moeller, Ronny Rockel und Kurt Felix. Im Frühjahr 2012, zu seinem 70. Geburtstag, kündigte Willi Bendel den Verkauf des Fitnessstudios an.

## Erfolge
Willi Bendel gewann mit seiner Frau Vera die ersten Deutschen Meisterschaften im Paar-Posing. Diese Meisterschaften wurden im Jahr 1981 von Harry Gelbfarb veranstaltet.
In den 1990er und 2000er Jahren startete Willi Bendel sehr erfolgreich in verschiedenen Senioren-Bodybuilding-Klassen („over 50“ und „over 60“). Hierbei wurde Bendel sowohl Weltmeister als auch Mister Universum (NABBA/WFF).
Willi Bendel nahm in seiner langen Bodybuilder-Karriere an insgesamt rund 200 Wettkämpfen teil. Er trainiert bis zu seinem Lebensende mehrmals pro Woche mit bis zu 300 kg schweren Gewichten.